# Ricardo Miguel Coelho Fernandes
Ricardo Miguel Coelho Fernandes (sinh ngày 29 tháng 9 năm 1991 ở Funchal, Madeira) là một cầu thủ bóng đá người Bồ Đào Nha thi đấu cho Camacha ở vị trí tiền vệ.